# World Championship Sports
 (avril 2021).
Si vous disposez d'ouvrages ou d'articles de référence ou si vous connaissez des sites web de qualité traitant du thème abordé ici, merci de compléter l'article en donnant les références utiles à sa vérifiabilité et en les liant à la section « Notes et références ».
World Championship Sports, connu sous le nom de Big League Sports aux États-Unis, est un jeu vidéo de sport développé par Koolhaus Games et édité par Activision, sorti en 2008 sur Wii,. Le jeu est très inspiré de Wii Sports.